# Catoxyethira vanandeli
Catoxyethira vanandeli är en nattsländeart som beskrevs av Guenda 1997. Catoxyethira vanandeli ingår i släktet Catoxyethira och familjen smånattsländor. Inga underarter finns listade i Catalogue of Life.